# Altbrandsleben
Altbrandsleben is een plaats en voormalige gemeente in de Duitse deelstaat Saksen-Anhalt, en maakt deel uit van de Landkreis Börde.
Altbrandsleben telt 347 inwoners.